# Cormocephalus deventeri
Cormocephalus deventeri är en mångfotingart som beskrevs av Lawrence 1970. Cormocephalus deventeri ingår i släktet Cormocephalus och familjen Scolopendridae.
Artens utbredningsområde är Namibia. Inga underarter finns listade i Catalogue of Life.